# Národní park Dry Tortugas
Národní park Dry Tortugas (anglicky  Dry Tortugas National Park) je národní park na jihozápadě Floridy, ve Spojených státech amerických. Park tvoří velmi malé korálové souostroví Dry Tortugas a okolní moře. Dry Tortugas jsou nejzápadněji položené ostrovy floridského řetězce ostrovů Florida Keys. Leží přibližně 110 km západně od města Key West.
Na jednom z ostrůvků se nachází rozlehlé opevnění Fort Jefferson, největší cihlová stavba v Americe. Národní park byl založen v roce 1935 a má rozlohu 261,8 km2. Dostupný je lodí a letecky.

## Geografie
Národní park má rozlohu 261,8 km2, z toho rozloha samotných ostrovů (souše) je 0,58 km2, což je méně než 0,5%. Souostroví Dry Tortugas tvoří 7 korálových ostrovů. Největší je Loggerhead Key s rozlohou 0,26 km2. Nejvyšší nadmořská výška ostrovů je 3 m. Vlivem hurikánů a bouří, ostrovy průběžně mění svůj tvar a velikost. V průběhu století se měnil i jejich počet. Nejzápadněji jsou položené tři největší ostrovy, které tvoří 93% rozlohy všech sedmi ostrovů. Souostroví je blíže k pevnině Kuby než ke Spojeným státům.

## Vegetace
Vegetace ostrova odpovídá vegetaci na Karibských ostrovech. Tvoří ji trávy, byliny, nízké keře a mangrove.

## Fort Jefferson
Opevnění bylo vystavěno v letech 1846 až 1875. Nebylo dokončeno. Celkem se skládá z více než 16 miliónů cihel.